# Freiherr-vom-Stein-Medaille (MGH)
Die Freiherr-vom-Stein-Medaille der Monumenta Germaniae Historica (MGH) wird seit 2012 für Grundlagenforschung in Mediävistik verliehen und ist nach dem Gründer der MGH, dem Freiherrn von Stein benannt. Die Medaille wurde vom Münchner Bildhauer Erich Ott gestaltet.

## Preisträger
Jeweils mit offizieller Begründung.
- 2012 Rudolf Schieffer in Würdigung seiner Verdienste als Präsident der MGH von 1994 bis 2012
- 2012 Gerhard Schmitz in Würdigung seines Wirkens als Vertreter des Präsidenten von 1994 bis 2012
- 2015 Peter Landau in Würdigung seiner langjährigen Mitgliedschaft in der Zentraldirektion als Abgesandter der Bayerischen Akademie der Wissenschaften
- 2018 Marc-Aeilko Aris 	in Würdigung seiner Verdienste als kommissarischer Präsident der MGH von 2014 bis 2018
- 2019 Wilfried Hartmann in Würdigung seiner Edition der Konzilien der karolingischen Königreiche III – V (843–911)
- 2019 Walter Koch in Würdigung seiner Edition der Urkunden Kaiser Friedrichs II.
- 2019 Theo Kölzer in Würdigung seiner Editionen der Urkunden der merowingischen Könige und der Urkunden Ludwigs des Frommen
- 2019 Alexander Patschovsky in Würdigung seiner Edition der Concordia Novi ac Veteris Testamenti des Joachim von Fiore
- 2022 Michael Menzel in Würdigung seiner Verdienste als Leiter der Berliner Arbeitsstelle und seiner Editionen in der Reihe Constitutiones.